# Forex Club
Forex Club (рус. Форекс клуб) — группа компаний, бывшая одной из тройки ведущих участников российского розничного рынка Форекс. В группу компаний входят финансовые и образовательные компании.

## История
Компания была основана в 1997 году.
В 2010 году компания приобрела 100 % акций российского форекс-брокера «Акмос Трейд». Бренд «Акмос Трейд» был сохранен и включён в состав группы компаний Forex Club.
В 2012 году Quadro Capital Partners приобрела миноритарный пакет акций группы компаний Forex Club, сумма сделки названа не была. В декабре 2013 году Forex Club и Quadro Capital Partners основали венчурный фонд FXC-QCP VC, объёмом до 200 миллионов долларов.
В январе 2015 года Forex Club в клиентском офисе группы компаний организовал музейный проект «Живая коллекция частных инвестиций». «Живая коллекция» выполнена в виде интерактивной образовательно-развлекательной экспозиции, освещающей историю инвестирования и распоряжения частными капиталами.
В декабре 2015 года Forex Club подал в Центробанк заявление на получение лицензии российского форекс-дилера в соответствии с Законом «о Форекс» в РФ, однако в июне 2016 года Банк России компании отказал. По словам представителей компании, после устранения формальных замечаний ЦБ будет подана повторная заявка. В октябре 2016 года Forex Club лицензию получил.
В апреле 2016 года Forex Club был внесён в реестр форекс-компаний Нацбанка Беларуси и стал первой компанией с российским капиталом, получившей белорусскую лицензию.
В сентябре 2020 года Роскомнадзор заблокировал для граждан РФ основной домен fxclub.org.

## Показатели деятельности
По данным информациионного агентства «Финмаркет» в 2014 году Forex Club вошла в тройку лидеров среди форекс-дилеров в России по числу клиентов и объёмам среднемесячных оборотов. Число активных клиентов компании составляет 71,83 тыс. чел., что составляет 16,97 % всего рынка (по этому показателю Forex Club уступает только Alpari (120 тыс. чел. и 28,35 % рынка)). Среднемесячный оборот компании составил 63,32 млрд долларов США, что составляет 18,09 % рынка (уступает по этому показателю только Alpari (107 млрд долларов и 30,56 % рынка)).
В 2015 году тройка лидеров по данным показателям не изменилась. По числу клиентов она выглядит следующим образом: Alpari — 137 тыс. чел. (29,5 % рынка), Forex Club — 80 тыс. чел. (17,2 % рынка), TeleTRADE — 61 тыс. чел. (13,1 % рынка); по объёмам среднемесячных оборотов: Alpari — 90 млрд долларов (27,1 % рынка), Forex Club — 54 млрд долларов (16,2 % рынка), TeleTRADE — 45 млрд долларов (13,5 % рынка).
По данным исследования Интерфакс-ЦЭА, количество офисов и представительств компании Forex Club в России составляет 41 и ещё 18 — за рубежом. В 2019 году Forex Club закрыл все офисы в России и перестал работать с гражданами РФ.

## Руководство
В 2012—2013 годах совет директоров Forex Club возглавлял Павел Теплухин. В марте 2013 года эту должность занял основатель и генеральный директор компании Вячеслав Таран. В июле 2015 года пост генерального директора занял бывший исполнительный вице-президент и финансовый директор Майкл Гайгер.

## Критика
В 2010 году в СМИ появились сообщения о том, что капитал Forex Club Financial Company Inc. на 31 января не соответствовал лицензионным требованиям: до минимального уровня в 20 млн долларов не хватало 392 тысяч. Так в  ноябре 2009 года капитал Forex Club составлял 24,3 млн долларов, однако к 31 января снизился до 19,6 млн, или на 19,4 %. Руководство компании объяснило это тем, что лицензионный капитал — это фактически замороженные деньги и компания старается держать его на минимально допустимом уровне. По словам вице-президента Forex Club FС Петра Татарникова, главной причиной падения капитала стал рост клиентских позиций. В итоге он был увеличен на 1,5 млн долларов, а компания — оштрафована на 10 000 долларов Национальной ассоциацией фьючерсов США (NFA).
В 2012 году NFA оштрафовала компанию на 300 тысяч долларов за ошибки в отчётности и нерегулярную передачу информации о новых клиентах американским службам по борьбе с отмыванием денег в сфере финансов FinCEN и OFAC.

## Аннулирование лицензии
27 декабря 2018 года Центробанк России аннулировал лицензию профессионального участника рынка ценных бумаг на осуществление деятельности форекс-дилера для входящей в группу Forex Club компании ООО «Форекс Клуб». Причиной послужили нарушения требований ЦБ о ведении внутреннего учёта в 2018 году, предоставление недостоверной отчётности, нарушение требований к соотношению размера обеспечения, предоставляемого физическими лицами и неисполнение предписаний Банка России. Также аннулированы квалификационные аттестаты гендиректора ООО «Форекс Клуб» Павла Карягина и его заместителя Юрия Соловьёва. В тот же день аналогичные меры были приняты в отношении других крупных компаний данного рынка (ООО «Альпари Форекс» и ООО «Телетрейд Групп») и их должностных лиц.
4 февраля 2020 года Forex Club заключил соглашение о партнёрстве с российским лицензированным форекс-дилером Альфа-Форекс, что позволило торговой марке «Forex Club» вновь работать с гражданами РФ.